# Homalomena adiensis
Homalomena adiensis är en kallaväxtart som beskrevs av Alistair Hay. Homalomena adiensis ingår i släktet Homalomena och familjen kallaväxter. Inga underarter finns listade.